# Rose Gilman
Rose Gilman (London, 1980. március 1. –) (lánykori nevén Rose Victoria Birgitte Louise Windsor) Richárd gloucesteri herceg és Brigitta gloucesteri hercegné második lánya, V. György brit király egyenes ági leszármazottja. A brit királyi család, a Windsor-ház tagja, jelenleg a 33. helyet foglalja el az Egyesült Királyság trónöröklési rendjében.
Rose a londoni St Mary's Hospital-ban született 1980. március 1-jén, szülei harmadik gyermekeként. Bátyja Sándor ulsteri gróf, nővére Davina Lewis. 1980. július 13-án keresztelték meg, keresztszülei többek között Eduárd wessexi gróf és Sarah Chatto voltak. Az ascoti St George's Schoolban kezdte tanulmányait. Jelenleg a filmiparban dolgozik, többek között részt vett a Harry Potter és a Főnix Rendje c. film elkészítésében (a stáblista Rose Windsor néven tünteti fel.

## Családja
2007. november 16-án jelentette be eljegyzését az akkor 26 éves George Gilmannal. 2008. július 19-én kötöttek házasságot a londoni St. James's-palota kápolnájában. Közvetlen családján kívül az esküvőn részt vett Eduárd herceg és felesége, Zsófia wessexi grófné, Anna brit királyi hercegnő, Peter és Autumn Phillips, Daniel Chatto és felesége, Sarah Chatto, valamint Kate Middleton, akinek jelenlétét élénk médiaérdeklődés övezte, mivel akkor barátja, jelenleg férje, Vilmos herceg nélkül vett részt az eseményen.
Rose-nak és férjének eddig egy gyermeke van: Lyla Beatrix Christabel Gilman, 2010. május 30-án született és jelenleg a trónöröklési listán a 34. helyet foglalja el a trónöröklési sorban.

## Henrik, Gloucester 1. hercege leszármazottai
A hercegi cím örököse az „Ulster górfja“ címet, az örökös örököse a „Lord Culloden“ címet viseli. A herceg címet nem viselő fiát Lord, a lányát Lady cím illeti, ahogy ezt feltüntettük. A nem hercegi apától való leszármazottak nem viselnek Lord vagy Lady címet.
- V. György brit király (1865. június 3. – 1936. január 20.) Felesége: Teck Mária
  - VIII. Eduárd brit király
  - VI. György brit király
  - Mária brit királyi hercegnő
  - Henrik Gloucester 1. hercege (1900. március 31. - 1974. június 10.) Felesége: Alice Christabel Montagu Douglas Scott
    - Vilmos királyi herceg (1941. december 18. – 1972. augusztus 28.)[6]
    - Richárd Gloucester 2. hercege (1944, augusztus 26. – ) Felesége: Birgitte van Deurs (1946–)
      - Alexander Windsor, Ulster grófja (1974. október 24. Felesége: Claire Booth (1977–)
        - Xan Windsor, Lord Culloden (2007. március 12.–)
        - Lady Cosima Windsor (2010–)

      - Lady Davina Windsor (1977–) Férje: Gary Lewis
        - Senna Lewis (2010–)
        - Tāne Lewis (2012–)

      - Lady Rose Windsor (1980–) Férje: George Gilman
        - Lyla Gilman (2010–)
        - Rufus Gilman (2012–)

  - György kenti herceg
    - innen lásd Kent hercege

  - János brit királyi herceg